# Pteropus mahaganus
Pteropus mahaganus es una especie de murciélago de la familia Pteropodidae.

## Distribución geográfica
Es endémica de Papúa Nueva Guinea e Islas Salomón.